# کوین کوریگان
کوین کوریگان (انگلیسی: Kevin Corrigan؛ زادهٔ ۲۷ مارس ۱۹۶۹) یک هنرپیشه اهل ایالات متحده آمریکا است. وی از سال ۱۹۸۹ میلادی تاکنون مشغول فعالیت بوده‌است.

## گزیده فیلمشناسی
از فیلم‌ها یا برنامه‌های تلویزیونی که وی در آن نقش داشته‌است می‌توان به آثار زیر اشاره کرد.
- جن‌گیر ۳ (۱۹۹۰)
- رفقای خوب (۱۹۹۰)
- یک پلیس خوب (۱۹۹۱)
- بیلی باتگیت (فیلم) (۱۹۹۱)
- داستان عاشقانه واقعی (۱۹۹۳)
- پسران بد (فیلم ۱۹۹۵) (۱۹۹۵)
- بوسه مرگ (فیلم ۱۹۹۵) (۱۹۹۵)
- الکلی‌ها (۱۹۹۵)
- پیاده‌روی و صحبت کردن (۱۹۹۶)
- هنری فول (۱۹۹۷)
- لگد به سر (۱۹۹۷)
- بوفالو ۶۶ (۱۹۹۸)
- زاغه‌های بورلی هیلز (۱۹۹۸)
- لولو روی پل (۱۹۹۸)
- زنجیره احمق‌ها (۲۰۰۰)
- این فیلم را بدزدید! (۲۰۰۰)
- دیوارهای چلسی (۲۰۰۳)
- زندگی جنسی (۲۰۰۴)
- جیم بی‌کس (۲۰۰۵)
- رفتگان (۲۰۰۶)
- هذیان‌گو (۲۰۰۶)
- مشکل سگ (۲۰۰۶)
- خیلی بد (۲۰۰۷)
- گانگستر آمریکایی (۲۰۰۷)
- قطعاً، شاید (۲۰۰۸)
- پاین‌اپل اکسپرس (فیلم) (۲۰۰۸)
- ۲بی (فیلم) (۲۰۰۹)
- لطفاً کمک کنید (۲۰۱۰)
- توقف‌ناپذیر (۲۰۱۰)
- سه روز آینده (۲۰۱۰)
- دیکتاتور (۲۰۱۲)
- هفت روانی (۲۰۱۲)
- زندگی تبهکاری (۲۰۱۳)
- افسانه زمستان (۲۰۱۴)
- سیمبلین (فیلم) (۲۰۱۵)
- شوالیه جام‌ها (۲۰۱۵)
- چمن‌زار (فیلم) (۲۰۱۵)
- اندازه انتقام (۲۰۱۸)
- صخره‌های آزادی (۲۰۱۹)
- کالیفرنیکیشن (۲۰۰۹)
- فرینج (۲۰۰۹–۱۱)
- اجتماع (مجموعه تلویزیونی) (۲۰۱۰–۱۴)
- سی‌اس‌آی: میامی (۲۰۱۱)
- منتالیست (۲۰۱۲–۱۳)